# Vascœuil
Vascœuil és un municipi francès situat al departament de l'Eure i a la regió de Normandia. L'any 2007 tenia 339 habitants.

## Demografia

### Població
El 2007 la població de fet de Vascœuil era de 339 persones. Hi havia 148 famílies de les quals 40 eren unipersonals (8 homes vivint sols i 32 dones vivint soles), 32 parelles sense fills, 56 parelles amb fills i 20 famílies monoparentals amb fills.
La població ha evolucionat segons el següent gràfic:
Habitants censats

### Habitatges
El 2007 hi havia 175 habitatges, 145 eren l'habitatge principal de la família, 23 eren segones residències i 7 estaven desocupats. 168 eren cases i 7 eren apartaments. Dels 145 habitatges principals, 113 estaven ocupats pels seus propietaris, 29 estaven llogats i ocupats pels llogaters i 3 estaven cedits a títol gratuït; 4 tenien dues cambres, 23 en tenien tres, 36 en tenien quatre i 82 en tenien cinc o més. 126 habitatges disposaven pel capbaix d'una plaça de pàrquing. A 63 habitatges hi havia un automòbil i a 60 n'hi havia dos o més.

### Piràmide de població
La piràmide de població per edats i sexe el 2009 era:
| Homes | Edats   | Dones |
| ----- | ------- | ----- |
| 0     | 95 o +  | 0     |
| 0     | 90 a 94 | 0     |
| 0     | 85 a 89 | 8     |
| 4     | 80 a 84 | 0     |
| 8     | 75 a 79 | 8     |
| 8     | 70 a 74 | 8     |
| 4     | 65 a 69 | 12    |
| 20    | 60 a 64 | 8     |
| 12    | 55 a 59 | 12    |
| 20    | 50 a 54 | 16    |
| 8     | 45 a 49 | 20    |
| 8     | 40 a 44 | 12    |
| 0     | 35 a 39 | 8     |
| 16    | 30 a 34 | 8     |
| 24    | 25 a 29 | 8     |
| 12    | 20 a 24 | 8     |
| 8     | 15 a 19 | 16    |
| 8     | 10 a 14 | 4     |
| 0     | 5 a 9   | 4     |
| 0     | 0 a 4   | 16    |

## Economia
El 2007 la població en edat de treballar era de 227 persones, 171 eren actives i 56 eren inactives. De les 171 persones actives 159 estaven ocupades (81 homes i 78 dones) i 12 estaven aturades (5 homes i 7 dones). De les 56 persones inactives 19 estaven jubilades, 22 estaven estudiant i 15 estaven classificades com a «altres inactius».

### Ingressos
El 2009 a Vascœuil hi havia 141 unitats fiscals que integraven 339 persones, la mediana anual d'ingressos fiscals per persona era de 20.083 €.

### Activitats econòmiques
Dels 11 establiments que hi havia el 2007, 1 era d'una empresa de fabricació d'altres productes industrials, 3 d'empreses de construcció, 3 d'empreses de comerç i reparació d'automòbils, 2 d'empreses d'hostatgeria i restauració i 2 d'empreses de serveis.
Dels 4 establiments de servei als particulars que hi havia el 2009, 1 era una fusteria, 1 lampisteria i 2 restaurants.
L'únic establiment comercial que hi havia el 2009 era una carnisseria.
L'any 2000 a Vascœuil hi havia 3 explotacions agrícoles.

## Equipaments sanitaris i escolars
El 2009 hi havia una escola maternal integrada dins d'un grup escolar amb les comunes properes formant una escola dispersa.

## Poblacions més properes
El següent diagrama mostra les poblacions més properes.